# Natació als Jocs Olímpics d'estiu de 2012 - 400 metres lliures masculins
La prova del 400 metres lliures masculins dels Jocs Olímpics d'Estiu de 2012 es van disputar el 28 de juliol al London Aquatics Centre.

## Rècords
Abans de la prova els rècords del món i olímpic existents eren els següents:
| Rècord del món | 3' 40" 07 | Paul Biedermann (GER) | 26 de juliol de 2009   | Roma (Itàlia)      | [ 2 ] [ 3 ] |
| Rècord olímpic | 3' 40" 59 | Ian Thorpe (AUS)      | 16 de setembre de 2000 | Sydney (Austràlia) | [ 4 ]       |

## Medallistes
| Or             | Plata               | Bronze                 |
| Sun Yang (CHN) | Park Tae-Hwan (KOR) | Peter Vanderkaay (USA) |

## Resultats
El vigent campió olímpic, Park Tae-Hwan, fou desqualificat després de les eliminatòries per a una falsa sortida, però després d'una apel·lació per part de la Federació Coreana de Natació va ser readmès.

### Sèries
| Pos | Sèrie | Línia | Nom                            | Temps   | Notes |
| --- | ----- | ----- | ------------------------------ | ------- | ----- |
| 1   | 4     | 4     | Sun Yang (CHN)                 | 3:45.07 | Q     |
| 2   | 4     | 5     | Peter Vanderkaay (USA)         | 3:45.80 | Q     |
| 3   | 4     | 7     | Conor Dwyer (USA)              | 3:46.24 | Q     |
| 4   | 3     | 4     | Park Tae-Hwan (KOR)            | 3:46.68 | Q     |
| 5   | 3     | 2     | Gergő Kis (HUN)                | 3:46.77 | Q     |
| 6   | 4     | 3     | Hao Yun (CHN)                  | 3:46.88 | Q     |
| 7   | 3     | 5     | Ryan Napoleon (AUS)            | 3:47.01 | Q     |
| 8   | 3     | 6     | David Carry (GBR)              | 3:47.25 | Q     |
| 9   | 2     | 5     | Ryan Cochrane (CAN)            | 3:47.26 |       |
| 10  | 4     | 6     | Pál Joensen (DEN)              | 3:47.36 |       |
| 11  | 2     | 3     | Robert Renwick (GBR)           | 3:47.44 |       |
| 12  | 2     | 6     | Mads Glaesner (DEN)            | 3:48.27 |       |
| 13  | 2     | 4     | Paul Biedermann (GER)          | 3:48.50 |       |
| 14  | 3     | 3     | David McKeon (AUS)             | 3:48.57 |       |
| 15  | 2     | 2     | Matthew Stanley (NZL)          | 3:49.44 |       |
| 16  | 4     | 8     | Cristian Quintero Valero (VEN) | 3:50.44 |       |
| 17  | 3     | 1     | Sergii Frolov (UKR)            | 3:50.63 |       |
| 18  | 4     | 2     | Samuel Pizzetti (ITA)          | 3:50.93 |       |
| 19  | 4     | 1     | Dominik Meichtry (SUI)         | 3:51.34 |       |
| 20  | 2     | 7     | Egor Degtyarev (RUS)           | 3:52.33 |       |
| 21  | 1     | 4     | Mateusz Sawrymowicz (POL)      | 3:53.33 |       |
| 22  | 3     | 8     | Matias Koski (FIN)             | 3:54.96 |       |
| 23  | 2     | 8     | Đorđe Marković (SRB)           | 3:55.35 |       |
| 24  | 2     | 1     | Juan Martin Pereyra (ARG)      | 3:56.76 |       |
| 25  | 3     | 7     | Heerden Herman (RSA)           | 3:57.28 |       |
| 26  | 1     | 5     | Mateo de Angulo Velasco (COL)  | 3:57.76 |       |
| 27  | 1     | 6     | Ahmed Gebrel (PLE)             | 4:08.51 |       |
| 28  | 1     | 3     | Allan Gutierrez Castro (HON)   | 4:09.10 |       |

### Final
| Pos.   | Línia | Nom                    | Temps   | Notes      |
| ------ | ----- | ---------------------- | ------- | ---------- |
| Or     | 4     | Sun Yang (CHN)         | 3:40.14 | AS, NR, OR |
| Plata  | 6     | Park Tae-Hwan (KOR)    | 3:42.06 |            |
| Bronze | 5     | Peter Vanderkaay (USA) | 3:44.69 |            |
| 4      | 7     | Hao Yun (CHN)          | 3:46.02 |            |
| 5      | 3     | Conor Dwyer (USA)      | 3:46.39 |            |
| 6      | 2     | Gergő Kis (HUN)        | 3:47.03 |            |
| 7      | 8     | David Carry (GBR)      | 3:48.62 |            |
| 8      | 1     | Ryan Napoleon (AUS)    | 3:49.25 |            |